# Hamamelidaceae
Hamamelidaceae (R.Br., 1818), comunemente note come Amamelidacee, è una famiglia di alberi ed arbusti appartenenti all'ordine Saxifragales.
Queste piante sono diffuse principalmente in aree temperate o tropicali, distribuite in una serie di regioni discontinue, Oceania compresa (Nuova Guinea, Australia), e con la sola eccezione dell'Europa.

## Tassonomia

### Classificazione filogenetica
Secondo la classificazione APG, la famiglia delle Amamelidacee è affine alle Altingiacee, da cui si sarebbe distaccata circa 90 milioni di anni fa, e sulla base dei reperti filogenetici va inclusa nell'ordine delle Sassifragali.
Attualmente sono accettati in questa famiglia 26 generi, per un totale di circa 90 specie, suddivisi in 4 sottofamiglie:
- Sottofamiglia Exbucklandioideae:
  - Exbucklandia
  - Rhodoleia
- Sottofamiglia Mytilarioideae:
  - Mytilaria
  - Chunia
- Sottofamiglia Disanthoideae:
  - Disanthus
- Sottofamiglia Hamamelidoideae:
  - Corylopsis
  - Dicoryphe
  - Distyliopsis
  - Distylium
  - Embolanthera
  - Eustigma
  - Fortunearia
  - Fothergilla
  - Hamamelis
  - Loropetalum
  - Maingaya
  - Matudaea
  - Molinadendron
  - Neostrearia
  - Noahdendron
  - Ostrearia
  - Parrotia
  - Parrotiopsis
  - Sinowilsonia
  - Sycopsis
  - Trichocladus

### Classificazione Cronquist
Il sistema Cronquist prevedeva una definizione molto più ristretta di questa famiglia, inserita invece nel piccolo ordine Hamamelidales. Difatti, in questa classificazione, le Amamelidacee comprenderebbero soltanto i seguenti tre generi:
- Fothergilla
- Hamamelis
- Liquidambar

Liquidambar nella moderna classificazione APG IV è invece incluso nella famiglia Altingiaceae, sempre nell'ordine Saxifragales.